# Скуби-Ду! и проклятье демона скорости
«Скуби-Ду! и проклятье демона скорости» (англ. Scooby-Doo! and WWE: Curse of the Speed Demon) — американский анимационный фильм студии Warner Bros. Animation из франшизы «Скуби-Ду».
Мультфильм является сиквелом к мультфильму «Скуби-Ду! Искусство борьбы» (2014). Его премьера состоялась на San Diego Comic-Con International 23 июля 2016 года, а в HD-формате 26 июля 2016 года.

## Сюжет
После помощи WWE в раскрытии тайны медведя-призрака в «Скуби-Ду! Искусство борьбы», банда Скуби появляется на последнем проекте WWE, Muscle Moto X Off Road Challenge, гонке по бездорожью для суперзвезд WWE с большим денежным призом. Скуби-Ду и Шэгги работают в фургоне с едой. В гонке участвуют многие суперзвезды WWE, включая дочь председателя WWE Винса Макмэна Стефани Макмэн и её мужа Трипл Эйча. Скуби и Шегги с радостью узнают, что в гонке примет участие Гробовщик.

## Роли озвучивали
| Актёр          | Персонаж              |
| -------------- | --------------------- |
| Фрэнк Уэлкер   | Скуби-Ду / Фред Джонс |
| Мэттью Лиллард | Шэгги Роджерс         |
| Грей Делайл    | Дафни Блэйк           |
| Кейт Микуччи   | Велма Динкли          |
| Фил Моррис     | Уолтер Куолс          |
| Эрик Бауза     | Большой Граф          |